# Гайдобра
Гайдобра (серб. Гајдобра) — село в Сербії, належить до общини Бачка-Паланка Південно-Бацького округу в багатоетнічному, автономному краю Воєводина.

## Населення

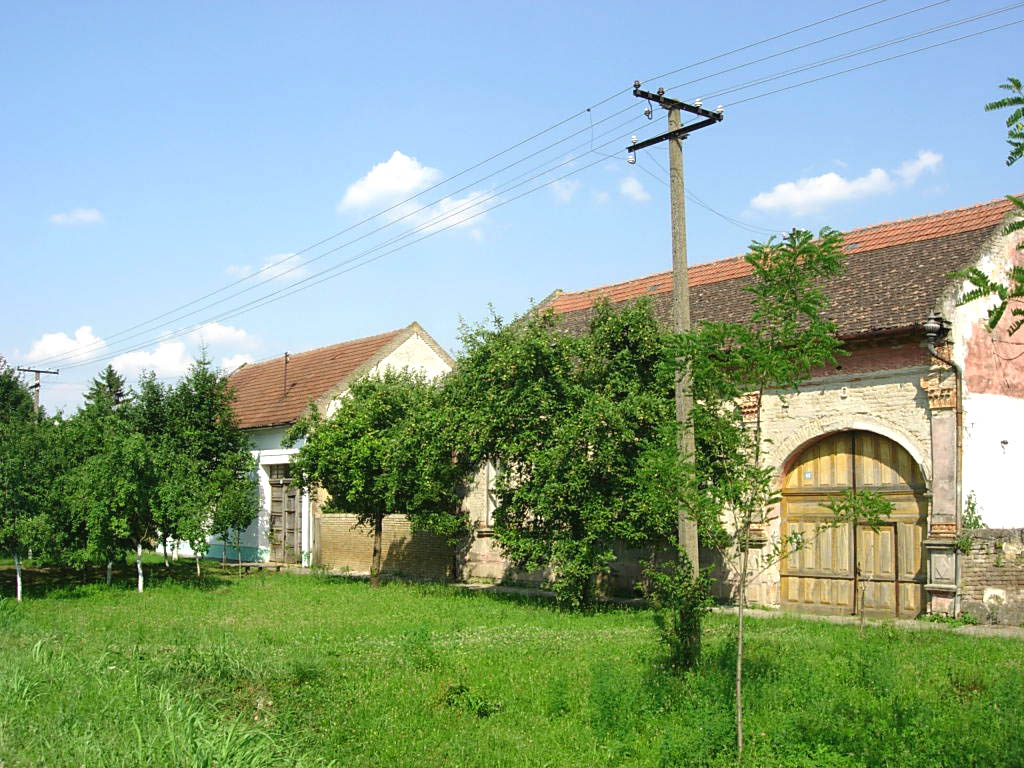
Старі будинки

Населення села становить 2968 осіб (2002, перепис), з них:
- серби — 2808 — 94,60%;
- словаки — 34 — 1,14%;
- хорвати — 21 — 0,70%;

Решту жителів  — з десяток різних етносів, зокрема: роми, румуни, німці і кілька русинів-українців.